# يا رجال العالم اتحدوا (مسلسل)
يا رجال العالم اتحدوا هو مسلسل دراما كوميدي مصري من إخراج حسن بشير وبطولة حسين فهمي، إسعاد يونس، حسن حسني، ماجدة زكي ونهال عنبر.

## نبذه
يقرر مجموعة من الرجال تأسيس جمعية باسم (يا رجال العالم اتحدوا) بعد تبادل الأدوار بين المرأة والرجل.

## طاقم العمل
- حسين فهمي بدور "إحسان"
- إسعاد يونس بدور دكتور "عصمت"
- حسن حسني بدور "بطرس"
- [[ماجدة زكي[] بدور "مهجة"
- حسن مصطفى بدور "إسكندر"
- نهال عنبر بدور "منيرة"
- أسامة عباس بدور اللواء "شمس"
- غادة عبد الرازق بدور "آمال"
- شوقي شامخ بدور "رجاء"
- إنعام سالوسة بدور "أليس"
- مخلص البحيري بدور "أمل"
- ماجدة الخطيب بدور "زوزو"